# Samtgemeinde Rethem/Aller
Samtgemeinde Rethem/Aller er en Samtgemeinde bestående af fire kommuner, beliggende i Landkreis Heidekreis, i den centrale del af den tyske delstat Niedersachsen. Samtgemeindes administration ligger i byen Rethem.

## Geografi
Floden Aller løber gennem kommunen.

### Inddeling
I Samtgemeinde Rethem/Aller ligger de fire kommuner:
| Kommunenavn           | Indbyggere (pr. 31. december 2013) |
| --------------------- | ---------------------------------- |
| Böhme                 | 900                                |
| Frankenfeld           | 509                                |
| Häuslingen            | 803                                |
| Rethem (Aller), Stadt | 2.371                              |